# Свічковий фестиваль в Убонратчатхані
Свічковий фестиваль або Восковий фестиваль відбувається щороку у місті Убонратчатхані з нагоди початку Васси на наступний день після свята Асала Пуджа.

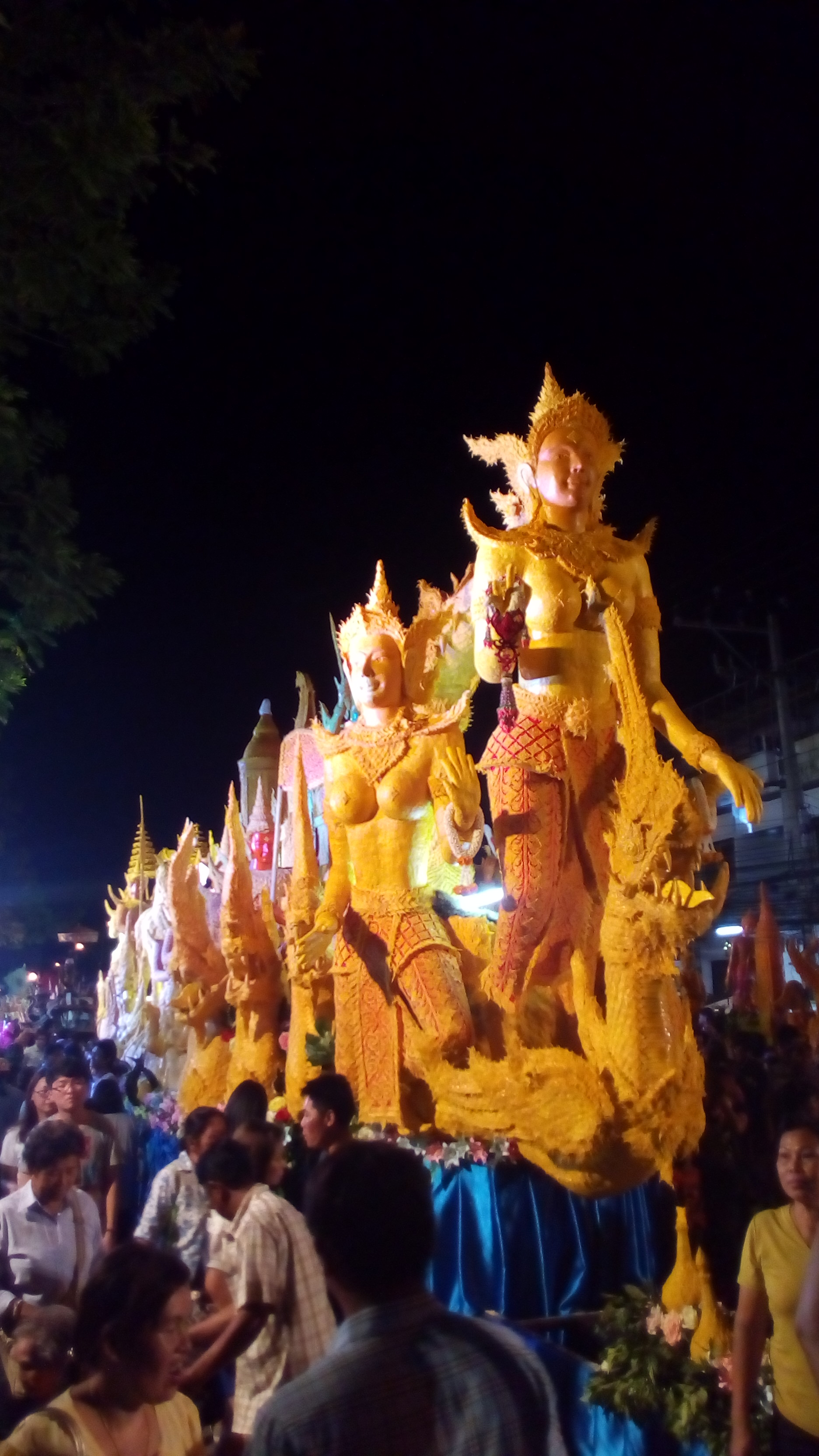
Свічка напередодні свята у центрі міста

## Обрядовість
За місяць до фестивалю буддистські монастирі міста готують пересувні платформи з великими фігурами з індуїстської та буддистської міфології, покриті воском та щедро прикрашені візерунками.
У перший день посту Ван Као Панса відбувається урочистий парад «свічок». Вранці кожен монастир вивозить платформу і везе у центр міста у супроводі музикантів і танцювальних колективів. У параді також беруть участь державні установи та приватні компанії. Школи і навчальні заклади виставляють танцювальні колективи. У центрі Убонратчатхані в парку знаходиться велика скульптура, що зображає одну із «свічок».
У 2016 році на фестивалі презентували найдовшу свічку у світі — 40 метрів довжиною.
Свічковий фестиваль в Убонратчатхані — популярна туристична принада Таїланду.